# Khéphren Thuram
Khéphren Thuram-Ulien (Reggio Emilia, 26 marzo 2001) è un calciatore francese di origini guadalupensi, centrocampista della Juventus e della nazionale francese.

## Biografia
È nato a Reggio Emilia nel periodo in cui il padre Lilian, anch'egli calciatore, giocava nel Parma. Il suo nome di battesimo è ispirato al faraone egizio Chefren.
È il fratello minore di Marcus Thuram e il cugino di Yohann Thuram-Ulien, entrambi a loro volta calciatori.

## Caratteristiche tecniche
Centrocampista dotato di notevole forza fisica, dinamico e bravo tecnicamente, ha un buon tiro e un'ottima accelerazione. Bravo nell'impostazione della manovra e nel gioco aereo, nel 2018 è stato inserito nella lista dei migliori sessanta calciatori nati nel 2001 stilata dal The Guardian.

## Carriera

### Club

#### Monaco e Nizza
Dopo gli inizi in diverse squadre giovanili, nel 2016 Thuram entra a far parte del settore giovanile del Monaco. Debutta fra i professionisti il 28 novembre 2018, nella partita di Champions League persa per 2-0 contro l'Atlético Madrid.
Il 26 giugno 2019, in scadenza di contratto, viene tesserato dal Nizza. Il 3 ottobre 2020, segna il primo gol con la maglia del Nizza. Con il club nizzardo, rimane per cinque stagioni, durante le quali colleziona complessivamente 167 presenze e nove reti.

#### Juventus
Il 10 luglio 2024 viene acquistato a titolo definitivo dalla Juventus (squadra dove giocò suo padre per alcuni anni) per un totale di 20,6 milioni di euro, pagabili in tre rate annuali, firmando un contratto quinquennale con il club bianconero. Fa il suo esordio il 19 agosto, disputando da titolare la prima giornata di campionato contro il Como, vinta per 3-0. Il 29 dicembre mette a segno le sue prime reti con la maglia della Juventus, siglando una doppietta nella partita casalinga contro la Fiorentina, pareggiata per 2-2.Il 3 marzo nella gara vinta per 2-0 in casa contro l’Hellas Verona, segna la prima delle due reti. Il 4 maggio nella gara in trasferta contro il Bologna, finita in pareggio 1-1, segna la rete del momentaneo vantaggio bianconero. Conclude la sua prima stagione a Torino totalizzando: 47 presenze, 5 gol e 6 assist.

### Nazionale
Ha giocato nelle nazionali giovanili francesi comprese tra l'Under-16 e l'Under-21.
Il 16 marzo 2023 viene convocato per la prima volta in nazionale maggiore, con cui esordisce 8 giorni dopo subentrando nel finale della sfida vinta 4-0 contro i Paesi Bassi.

## Statistiche

### Presenze e reti nei club
Statistiche aggiornate al 1º luglio 2025.
| Stagione        | Squadra         | Campionato      | Campionato | Campionato | Coppe nazionali | Coppe nazionali | Coppe nazionali | Coppe continentali | Coppe continentali | Coppe continentali | Altre coppe | Altre coppe | Altre coppe | Totale | Totale |
| Stagione        | Squadra         | Comp            | Pres       | Reti       | Comp            | Pres            | Reti            | Comp               | Pres               | Reti               | Comp        | Pres        | Reti        | Pres   | Reti   |
| --------------- | --------------- | --------------- | ---------- | ---------- | --------------- | --------------- | --------------- | ------------------ | ------------------ | ------------------ | ----------- | ----------- | ----------- | ------ | ------ |
| 2018-2019       | Monaco          | L1              | 0          | 0          | CF+CdL          | 0+1             | 0               | UCL                | 2                  | 0                  | SF          | -           | -           | 3      | 0      |
| 2019-2020       | Nizza           | L1              | 14         | 0          | CF+CdL          | 2+0             | 0               | -                  | -                  | -                  | -           | -           | -           | 16     | 0      |
| 2020-2021       | Nizza           | L1              | 29         | 2          | CF              | 1               | 0               | UEL                | 3                  | 0                  | -           | -           | -           | 33     | 2      |
| 2021-2022       | Nizza           | L1              | 36         | 4          | CF              | 5               | 0               | -                  | -                  | -                  | -           | -           | -           | 41     | 4      |
| 2022-2023       | Nizza           | L1              | 35         | 2          | CF              | 1               | 0               | UECL               | 12                 | 0                  | -           | -           | -           | 48     | 2      |
| 2023-2024       | Nizza           | L1              | 27         | 1          | CF              | 2               | 0               | -                  | -                  | -                  | -           | -           | -           | 29     | 1      |
| Totale Nizza    | Totale Nizza    | Totale Nizza    | 141        | 9          |                 | 11              | 0               |                    | 15                 | 0                  |             | -           | -           | 167    | 9      |
| 2024-2025       | Juventus        | A               | 35         | 4          | CI              | 2               | 1               | UCL                | 9                  | 0                  | SI+Cmc      | 1+4         | 0           | 51     | 5      |
| Totale carriera | Totale carriera | Totale carriera | 176        | 13         |                 | 14              | 1               |                    | 26                 | 0                  |             | 5           | 0           | 221    | 14     |

### Cronologia presenze e reti in nazionale
| Cronologia completa delle presenze e delle reti in nazionale ― Francia | Cronologia completa delle presenze e delle reti in nazionale ― Francia | Cronologia completa delle presenze e delle reti in nazionale ― Francia | Cronologia completa delle presenze e delle reti in nazionale ― Francia | Cronologia completa delle presenze e delle reti in nazionale ― Francia | Cronologia completa delle presenze e delle reti in nazionale ― Francia | Cronologia completa delle presenze e delle reti in nazionale ― Francia | Cronologia completa delle presenze e delle reti in nazionale ― Francia |
| Data                                                                   | Città                                                                  | In casa                                                                | Risultato                                                              | Ospiti                                                                 | Competizione                                                           | Reti                                                                   | Note                                                                   |
| ---------------------------------------------------------------------- | ---------------------------------------------------------------------- | ---------------------------------------------------------------------- | ---------------------------------------------------------------------- | ---------------------------------------------------------------------- | ---------------------------------------------------------------------- | ---------------------------------------------------------------------- | ---------------------------------------------------------------------- |
| 24-3-2023                                                              | Saint-Denis                                                            | Francia                                                                | 4 – 0                                                                  | Paesi Bassi                                                            | Qual. Euro 2024                                                        | -                                                                      | 89’                                                                    |
| Totale                                                                 |                                                                        | Presenze                                                               | 1                                                                      |                                                                        | Reti                                                                   | 0                                                                      |                                                                        |